# Giải Chauvenet
Giải Chauvenet là một giải thưởng hàng năm của Hiệp hội Toán học Hoa Kỳ dành cho bài viết trình bày, giải thích một đề tài toán học của các hội viên, được đăng trên các tạp chí chuyên môn.
Giải được thiết lập do số vốn tặng dữ của J. L. Coolidge năm 1925, và được đặt theo tên giáo sư William Chauvenet, một nhà giáo dục nổi danh người Mỹ.
Giải gồm một Giấy chứng nhận và số tiền 1.000 dollar Mỹ.

## Các người đoạt giải
Nguồn:Mathematical Association of America Lưu trữ ngày 28 tháng 6 năm 2017 tại Wayback Machine
- 1925 G. A. Bliss
- 1929 T. H. Hildebrandt
- 1932 G. H. Hardy
- 1935 Dunham Jackson
- 1938 G. T. Whyburn
- 1941 Saunders MacLane
- 1944 R. H. Cameron
- 1947 Paul Halmos
- 1950 Mark Kac
- 1953 E. J. McShane
- 1956 Richard H. Bruck
- 1960 Cornelius Lanczos
- 1963 Philip J. Davis
- 1964 Leon Henkin
- 1965 Jack K. Hale & Joseph P. LaSalle
- 1967 Guido Weiss
- 1968 Mark Kac
- 1970 Shiing Shen Chern
- 1971 Norman Levinson
- 1972 Jean Francois Treves
- 1973 C. D. Olds
- 1974 Peter D. Lax
- 1975 Martin Davis & Reuben Hersh
- 1976 Lawrence Zalcman
- 1977 W. Gilbert Strang
- 1978 Shreeram S. Abhyankar
- 1979 Neil J. A. Sloane
- 1980 Heinz Bauer
- 1981 Kenneth I. Gross
- 1982  Không trao giải
- 1983  Không trao giải
- 1984 R. Arthur Knoebel
- 1985 Carl Pomerance
- 1986 George Miel
- 1987 James H. Wilkinson
- 1988 Steve Smale
- 1989 Jacob Korevaar
- 1990 David Allen Hoffman
- 1991 W. B. Raymond Lickorish & Kenneth C. Millett
- 1992 Steven G. Krantz
- 1993 David H. Bailey, Jonathan M. Borwein & Peter B. Borwein
- 1994 Barry Mazur
- 1995 Donald G. Saari
- 1996 Joan Birman
- 1997 Tom Hawkins
- 1998 Alan Edelman & Eric Kostlan
- 1999 Michael I. Rosen
- 2000 Don Zagier
- 2001 Carolyn S. Gordon & David L. Webb
- 2002 Ellen Gethner, Stan Wagon, & Brian Wick
- 2003 Thomas C. Hales
- 2004 Edward B. Burger
- 2005 John Stillwell
- 2006 Florian Pfender & Günter M. Ziegler
- 2007 Andrew J. Simoson
- 2008 Andrew Granville
- 2009 Harold P. Boas
- 2010 Brian J. McCartin
- 2011 Bjorn Poonen
- 2012 Dennis DeTurck, Herman Gluck, Daniel Pomerleano & David Shea Vela-Vick
- 2013 Robert Ghrist
- 2014 Ravi Vakil